# Rechnergestützte Entwicklung
Die rechnergestützte Entwicklung (englisch computer-aided engineering und kurz CAE genannt) umfasst alle Varianten der Rechner-Unterstützung von Arbeitsprozessen in der Technik. 

## Teilgebiete
Die folgenden Teilgebiete sind bekannt:
- BIM (Building Information Modeling)
- CAD (computer-aided design, rechnerunterstützte Konstruktion)
- Digital Mock-Up (DMU, Ein- und Ausbauuntersuchungen, Kollisionsprüfungen und Baubarkeitsprüfungen)
- Diskretisierungssoftware (Erstellung von Berechnungsgittern)
- Elektromagnetismussimulationen (FEM, FDTD, FIT)
- Electrical Computer Aided Engineering
- Elektroniksimulationen (Schaltungsentwicklung und -simulation)
- Ergonomieanalyse (Human Modeling)
- Fertigungsprozesssimulationen (computer-aided process engineering, CAPE)
- Fluid Structure Interaction (FSI, Fluid-, Struktur- und thermische Koppelung)
- Kinematik- und Starrkörpersimulationen
- Mehrkörpersimulation (MKS)
- Mechanische Beanspruchung von Bauteilen und Baugruppen (FEM)
- CNC-Programmierung und -Simulation (CAM)
- Rechnergestützte Qualitätssicherung (CAQ)
- Statistische Simulationen (Design for Six Sigma)
- Strömungssimulationen mit Computational Fluid Dynamics (CFD)
- Thermische Simulationen (FEM und CFD)
- Verwaltung von Simulationsdaten (Simulationsdatenmanagement)
- Domänenübergreifende Simulation von komplexen dynamischen Systemen (Systemsimulation und Virtuelle Inbetriebnahme)